# Об'єктив Пецваля

Оптична схема об'єктива Петцваля

Об'єктив Пецваля (також об'єктив Петцваля) — фотографічний об'єктив, який 1840 року розрахував Йозеф Пецваль. Оптична схема — 4 лінзи в трьох групах. Передній компонент склеєний, задній розділений повітряним зазором.

## Особливості конструкції
Як в апланаті, так і в об'єктиві Пецваля передній і задній компоненти є ахроматичними лінзами. Однак основною відмінністю об'єктивів Пецваля від таких апланатів можна вважати конструкцію заднього компонента. Його повітряний зазор не лише дозволяє виправити, а за необхідності й «перевиправити» сферичну аберацію, але й має значний від'ємний астигматизм, необхідний для компенсації додатного астигматизму переднього компонента.

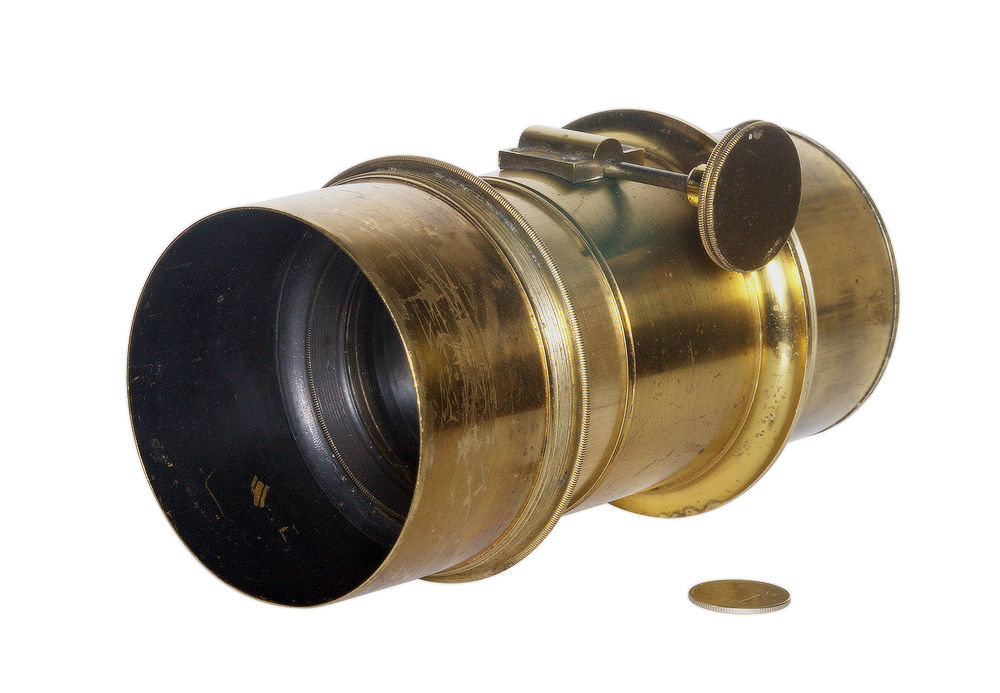
Об'єктив Пецваля французької фірми Hermagis (1870-ті)

Так Йозефу Петцвалю вдалося створити об'єктив, вільний від сферичної аберації, коми, астигматизму та хроматизму положення, а його дисторсія та хроматизм збільшення незначні. При цьому об'єктив мав рекордну для свого часу світлосилу. Наприклад, оригінальний «Petzval Portrait lens» для «циліндричної» камери фірми Voigtländer & Sohn мав відносний отвір 1:3,6 за фокусної відстані 150 мм.
Як у апланатів, так і в об'єктивів Пецваля кривину поля зображення не можна виправити. Тому висока різкість забезпечується тільки для центральної частини кадру і швидко зменшується до країв.

## Застосування та розвиток

Регулювання повітряного зазору в об'єктиві Пецваля (Bausch & Lomb).

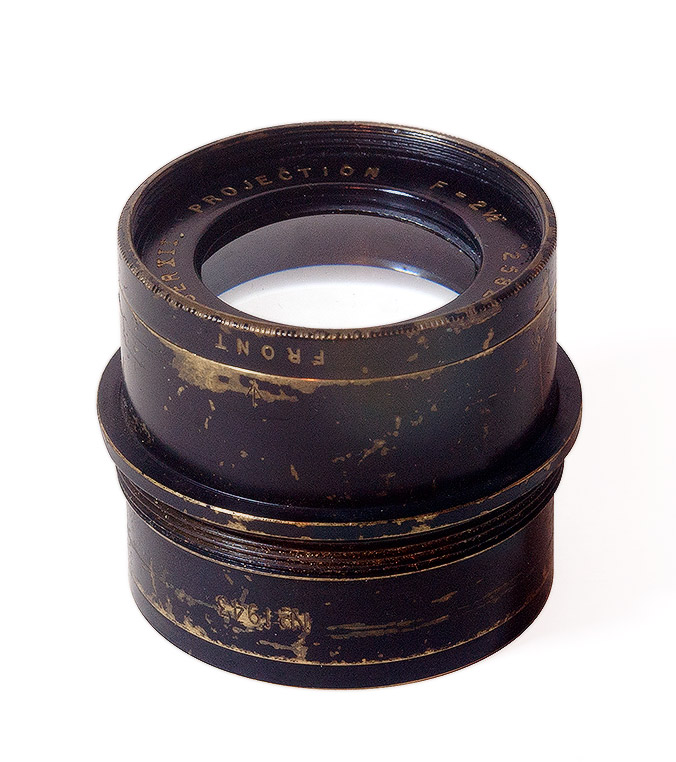
Кінопроєкційний об'єктив Пецваля «класичного» компонування (4 лінзи в трьох групах), випущений англійською фірмою Dallmeyer (1920-ті роки).

Цей тип об'єктива Йозеф Пецваль запропонував як «портретний» 1840 року. Він здійснив справжню революцію у винайденій роком раніше дагеротипії. Світлова ефективність об'єктива Пецваля перевершувала найкращі на той момент зразки в 16 разів, дозволивши скоротити витримку і перетворити портретне знімання з муки на порівняно легкий захід. Саме тому об'єктив отримав назву портретного. З незначними змінами його використовували в студійній фотографії аж до початку XX століття.
За кілька десятків років він зазнав деяких змін з яких варто відзначити варіант, який 1867 року запатентував Джон Далльмаєр. У цьому об'єктиві, відомому як «Dallmeyer's Patent Portrait Lens», додатна лінза заднього компонента має форму меніска, а сам компонент «перевернутий». Іноді ці об'єктиви (наприклад, «Dallmeyer's Patent Portrait Lens» серії «D» і «Bausch & Lomb Portrait Lens») були оснащені механізмом, що збільшує меніскоподібний повітряний зазор для «пом'якшення» зображення.
Витіснений світлосильними анастигматами, об'єктив Пецваля поступово втратив своє значення у фотографії, проте його схема набула застосування у спеціальних об'єктивах. Так, наприклад, кінознімальні об'єктиви цього типу деякі виробники (Dallmeyer, Astro-Berlin) пропонували аж до 1930-их років. Кінопроєкційні об'єктиви типу Пецваля, як класичного компонування (4 лінзи в трьох групах), так і модифіковані (4 лінзи у двох групах), широко застосовувалися аж до другої половини XX століття.
Додання до схеми плосковгнутої розсівної лінзи дозволяє, значною мірою, виправити кривину поля зображення. Прикладом такого рішення є особливо-світлосильний (F:0,9) рентгеноскопічний об'єктив R-Biotar, який розрахував Віллі Мерте (англ. Willy Merté) для Carl Zeiss Jena і запатентував 1932 року.
Схема об'єктива Пецваля донині широко використовується в мікроскопії, як схема мікрооб'єктива невеликого збільшення або корекційно-силового компонента в конструкціях мікрооб'єктивів з високими числовими апертурами.
Наприкінці XX століття на основі об'єктива Пецваля розроблено деякі об'єктиви для художньої фотографії та кінозйомки. Наприклад, «Pentax FA 85/2.8 Soft» та «ОКС7-50-1».
2013 року Ломографічне товариство за допомогою сервісу добровільних пожертвувань Kickstarter зібрало 1,3 млн доларів на випуск сучасної версії об'єктива New Petzval 2,2/85 для 35-мм фотокамер з байонетами Nikon і Canon EF. Виробляє об'єктив Красногорський завод ім. С. О. Звєрєва. У вільний продаж (крім замовлених за підпискою) об'єктиви вийшли навесні 2014 року, за ціною 600 доларів.